# Léogâne

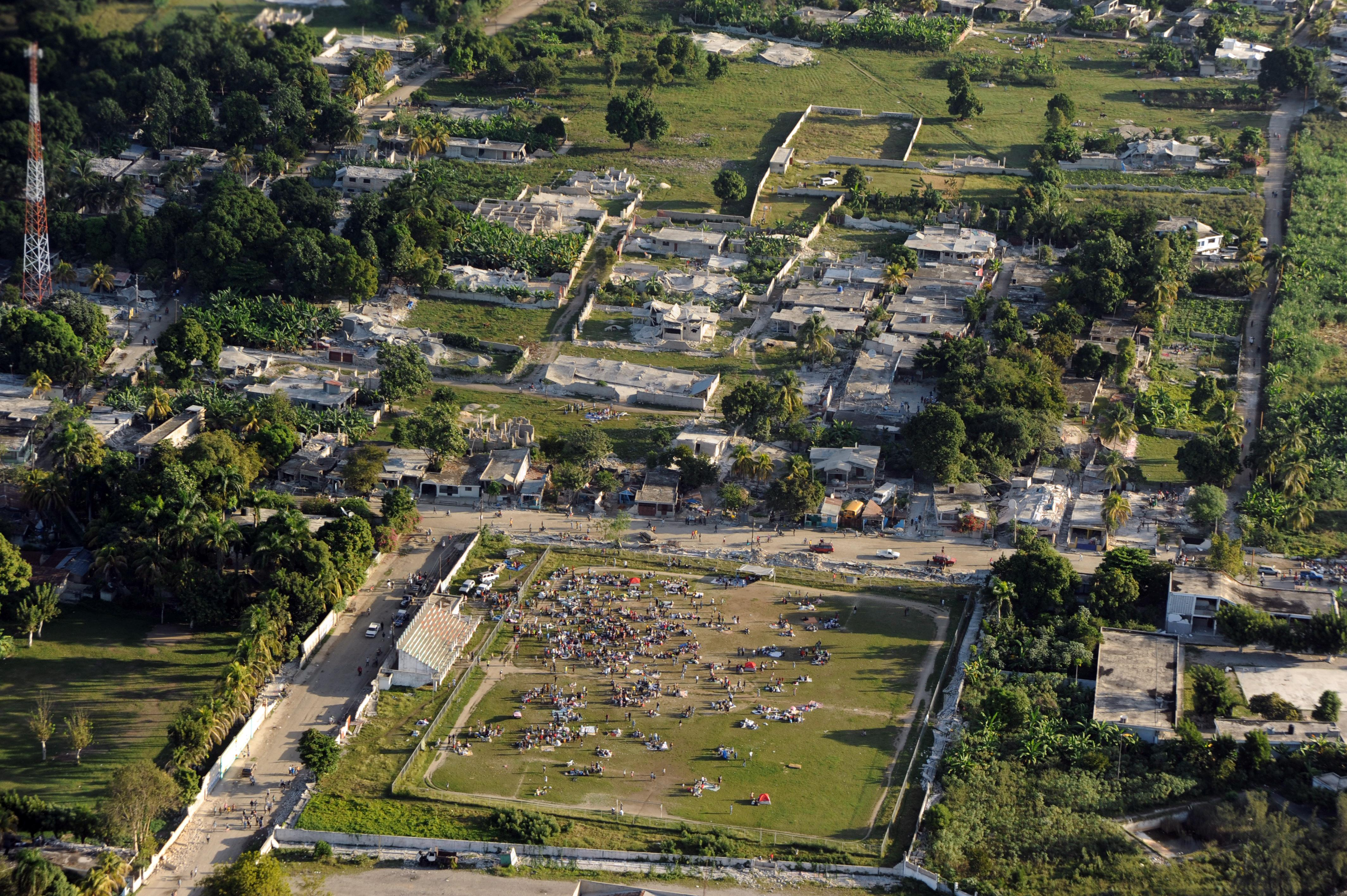
Luftbild von Erdbebenschäden in Léogâne

Die Hafenstadt Léogâne (haitianisch-kreolisch: Leyogàn) liegt 30 km westlich der Hauptstadt Port-au-Prince an der Nordküste der Halbinsel Tiburon im Département Ouest von Haiti. Léogâne ist Hauptstadt des gleichnamigen Arrondissements (Kreis).
2009, vor dem Erdbeben im Januar 2010 (siehe unten), lebten dort über 200.000 Einwohner. Mittlerweile ist die Stadt nicht zuletzt dank der Spenden aus Europa weitgehend wiederaufgebaut; von den materiellen Schäden des Erdbebens ist auf den ersten Blick nicht mehr viel zu sehen.

## Geschichte
Die große, im Bereich des heutigen Léogâne gelegene Siedlung Xaragua war der Hauptort eines untergegangenen Taíno-Reichs unter König Caonabo. Ihm folgte als Herrscherin seine ebenfalls dort geborene Frau Anacaona.

### Léogâne in der Zeit der französischen Kolonie und der Republik
Im Jahre 1710 wurde die Pfarrei Léogâne errichtet. Sie ist damit eine der ältesten in ganz Hispaniola, ein Indiz für die damalige Bedeutung der Stadt. Im Zuge der durch die Haitianische Revolution ausgelösten Kämpfe wurde Léogâne im Jahre 1794 zeitweise von britischen Truppen besetzt, die jedoch durch eine französische Armee unter Führung des Mulatten André Rigaud nach kurzer Zeit vertrieben wurden.
1865, nur fünf Jahre nachdem das Konkordat von 1860 den Weg dafür frei gemacht hatte, wurde im französischen Stil die neue Pfarrkirche Sainte Rose de Lima gebaut, damals eine der größten des Landes.
Charlemagne Péralte, ein ehemaliger Offizier, startete von hier 1915 seine Bewegung gegen die Besetzung seines Landes durch die USA.

### Das Erdbeben am 12. Januar 2010
Léogâne lag nahe am Epizentrum des Erdbebens vom 12. Januar 2010 mit der Stärke von 7,0 auf der Richterskala. Erste Schätzungen zur Zahl der Todesopfer lauteten auf 5.000 bis 10.000 Tote. Bis heute ist das nicht geklärt, da viele Einwohner ihre Angehörigen auf eigenem Grund bestatteten. Ein Untersuchungsteam der UN befand, dass das zu 80–90 % zerstörte Léogâne – noch vor Port-au-Prince – die am stärksten betroffene Stadt war. Zerstört wurden u. a. die große katholische Hauptpfarrkirche Sainte Rose de Lima in der Stadtmitte wie auch das nahe gelegene, gleichnamige Gymnasium Sainte Rose de Lima.

## Persönlichkeiten
- Roselord Borgella (* 1993), Fußballspielerin
- Sherly Jeudy (* 1998), Fußballspielerin

## Klima
|                        | Jan  | Feb  | Mär  | Apr  | Mai  | Jun  | Jul  | Aug  | Sep  | Okt  | Nov  | Dez  |   |      |
| Mittl. Temperatur (°C) | 24,5 | 24,5 | 24,5 | 25,0 | 26,0 | 27,0 | 27,5 | 27,5 | 27,0 | 26,5 | 26,0 | 25,0 | ⌀ | 25,9 |
| Mittl. Tagesmax. (°C)  | 27   | 27   | 27   | 27   | 28   | 29   | 30   | 30   | 29   | 28   | 28   | 27   | ⌀ | 28,1 |
| Mittl. Tagesmin. (°C)  | 22   | 22   | 22   | 23   | 24   | 25   | 25   | 25   | 25   | 25   | 24   | 23   | ⌀ | 23,8 |
|                        |      |      |      |      |      |      |      |      |      |      |      |      |   |      |
| Niederschlag (mm)      | 33   | 33   | 56   | 74   | 96   | 79   | 70   | 92   | 105  | 124  | 77   | 41   | Σ | 880  |
|                        |      |      |      |      |      |      |      |      |      |      |      |      |   |      |
| Sonnenstunden (h/d)    | 8,8  | 9,0  | 8,9  | 8,5  | 8,1  | 8,2  | 8,7  | 8,6  | 7,8  | 7,5  | 8,1  | 8,3  | ⌀ | 8,4  |
|                        |      |      |      |      |      |      |      |      |      |      |      |      |   |      |
| Regentage (d)          | 23   | 22   | 27   | 28   | 29   | 28   | 28   | 28   | 29   | 30   | 27   | 24   | Σ | 323  |

| 22 |

| 22 |

| 22 |

| 23 |

| 24 |

| 25 |

| 25 |

| 25 |

| 25 |

| 25 |

| 24 |

| 23 |

| 22 |

| 22 |

| 22 |

| 23 |

| 24 |

| 25 |

| 25 |

| 25 |

| 25 |

| 25 |

| 24 |

| 23 |